# Spartak Quba FK
El Spartak Quba FK fue un equipo de fútbol de Azerbaiyán que alguna vez jugó en la Liga Premier de Azerbaiyán, la máxima categoría de fútbol en el país.

## Historia
Fue fundado en 1961 en la ciudad de Quba, y en su primera temporada se existencia ganaron el título de la Liga Premier de Azerbaiyán, el único título importante que ganaron durante la época soviética.
Tras la caída de la Unión Soviética y la independencia de Azerbaiyán, el club cambió su nombre por el de Shahdrak Quba, pero poco tiempo después regresaron a su nombre original.
Tras la independencia de Azerbaiyán, el club no volvió a ser el mismo, ya que no jugaron en la Liga Premier de Azerbaiyán y sufrieron en lo económico como varios clubes de fútbol en el país por el periodo de transición del comunismo.
Luego de batallar varios años entre la segunda y tercera categoría del fútbol en el país, desapareció al no poder solventar sus problemas económicos al finalizar la temporada 2010/11.

## Palmarés
- Liga Soviética de Azerbaiyán: 1

1961